# Anatoli Mikhàilov (atleta)
Anatoli Mikhàilov (rus: Анатолий Аркадьевич Михайлов)  (Sant Petersburg, 14 de setembre de 1936 - Sant Petersburg, 13 de juny de 2022) és un atleta rus, especialista en curses de tanques, que va competir sota bandera soviètica durant les dècades de 1950 i 1960.
Durant la seva carrera esportiva va prendre part en tres edicions dels Jocs Olímpics d'Estiu. El 1956, a Melbourne, i 1960, a Roma, va quedar eliminat en sèries en la cursa dels 110 metres tanques del programa d'atletisme. En la seva darrera participació, el 1964, a Tòquio, va guanyar la medalla de bronze en els 110 metres tanques.
En el seu palmarès també destaca una medalla de bronze al Campionat d'Europa d'atletisme de 1958 i una d'or al de 1962; A nivell nacional guanyà 2 títols nacionals: un als 100 metres (1957) i un altre als 200 metres (1958). dues d'or a les Universíades, sempre en els 110 metres tanques, i una de bronze en els 50 metres tanques al Campionat d'Europa en pista coberta de 1967. Guanyà tretze campionats nacionals en els 110 (1957 a 1966), 200 metres tanques (1961) i 4x100 metres a l'aire lliiure i el dels 100 metres tanques en pista coberta de 1965. Va millorar diverses vegades el rècord nacional dels 100 metres tanques, fins a situar-lo en 13.7" el 1959.

## Millors marques
- 110 metres tanques. 13.6" (1960)[7]